# San Andrés (Chiriquí)
San Andrés es un corregimiento del distrito de Bugaba en la provincia de Chiriquí, República de Panamá. La localidad tiene 2.523 habitantes (2010).